# More or Less Live in a Few Different Places
More or Less Live in a Few Different Places es un EP de la banda de rock indie Pinback.

## Listado de canciones
1. "BBtone" – 3:41
2. "Offline PK" – 2:53
3. "Talby" – 4:16
4. "Tres" – 4:49
5. "XIY" - 3:31
6. "Penelope" - 4:273
7. "June" - 6:36
8. "Rousseau" - 4:45